# 非晶态金属

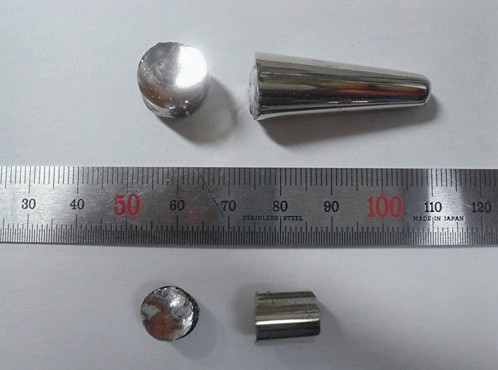
非晶态金属样品

非晶态金属（英語：Amorphous metal），是指在原子尺度上结构无序的一种金属材料。大部分金属材料具有很高的有序结构，原子呈现周期性排列（晶体），表现为平移对称性，或者是旋转对称，镜面对称，角对称（准晶体）等。而与此相反，非晶态金属不具有任何的长程有序结构，但具有短程有序和中程有序（中程有序正在研究中）。一般地，具有这种无序结构的非晶态金属可以从其液体状态直接冷却得到，故又称为“玻璃态”。所以，非晶态金属又稱為「金屬玻璃」（Glassy metal、Metallic Glass）、“玻璃态金属”、「液態金屬」（Liquid metal）或大块金属玻璃（Bulk Metallic Glass，BMG）是一种具有较低冷却速度极限的非晶态金属，所以该种金属合金可以制备出尺度超过1毫米的金属片或金属圆柱。制备非晶态金属的方法包括：物理气相沉积、固相烧结法、离子辐射法、甩带法（連續鑄造法其中一種）和机械法。

## 性質
常見的金屬或合金大部分都是晶態金屬。金屬或合金呈現液態（熔融態）時，原子與原子間的金屬鍵會被打斷，晶格被破壞，這時如果緩慢冷卻，原子和原子間會有序地排列，重新形成晶格，成為常見的晶態金屬；如果快速冷卻，原子間便會以無序的方式堆積，就會形成非晶態金屬。可以以晶態金屬為原料製造非晶態金屬，構成兩者的原子種類相同而排列結構不同，所以在力學、電磁學或化學性質方面都有些許不同之處，化學式表示法也有些許不同，通常晶態金屬會以最簡式表達，非晶態金屬則會寫成結構簡式。
塊狀的的非晶態金屬硬度（鈦的2倍）、強度（鈦的3倍）與抗永久變形能力都非常好，然而其剪切帶（shear band）在高度受力時較材料的其他處更容易變形，進而可能導致整塊金屬斷裂。此問題尚有待克服。
薄膜狀的非晶體金屬不像塊狀時容易發生斷裂，沒有晶界，有疏水性而不容易沾黏，能阻隔某些雜質的原子擴散到重要元件內，可應用在醫療與半導體產業上。
與晶態金屬不同，非晶態金屬必須要經過玻璃轉化溫度(Tg)、結晶化溫度(Tx)與液態溫度後才會由固態轉為液態（晶態金屬只要超過熔點便會轉為液態），且在此期間非晶態金屬會呈現介於固態和液態間的過冷液相，具有非常高的可塑性。
由于铁基非晶态金属不具长程有序结构，其磁化及消磁均较一般磁性材料容易。因此，以铁基非晶合金作为磁芯的非晶合金变压器，铁损(即空载损耗)要比一般采用硅钢作为铁芯的传统变压器低70-80%，对电网节能降耗有积极作用。。

## 发展历史
1960年，W. Klement (Jr.), Willens 和 Duwez 首次制备观察到了世界上第一块金属玻璃材料—— (Au75Si25)合金。 早期发现具有玻璃形成能力的合金均是在急速冷却下制备（降温速率在1百萬开尔文每秒, 106 K/s），阻碍结晶过程。 为了达到冷却速率阈值，这类材料的形貌在某个维度上要足够小，典型的如带状、箔状、线状等，其厚度要小于100微米。
1969年，发现合金77.5% 钯、6% 铜、16.5% 硅的玻璃化临界降温速率仅在 100 到 1000 K/s之间。
1976年， H. Liebermann 和 C. Graham 发展一类新型非晶金属制备方法，通过单辊甩带机实现骤冷 实验中采用的合金由铁、镍、磷和硼构成。在1980年代初投入商业应用，是低损耗输电变压器的核心构件（非晶合金变压器）
80年代初，通过热冷循环处理后的表面刻蚀，Pd55Pb22.5Sb22.5合金形成的玻璃态块材直径达到5毫米。
1988年，发现镧系、铝系和铜系合金有着较高的玻璃形成能力。
90年代，新型合金的玻璃态临界降温速率降至1K/s。这一降温速率在普通的模具浇铸法中即可实现。 这些块状的非晶合金铸件厚度可达数厘米（最大厚度与合金种类相关）。 
玻璃形成能力最强的合金来自锆系和钯系。铁系、钛系、铜系、镁系等合金的也具备玻璃形成能力。 许多非晶合金的形成借助了一类的“混合效应”。